# Franziskanerkloster Wipperfürth
Das Franziskanerkloster Wipperfürth war von 1657 bis 1818 eine Niederlassung der Franziskaner in Wipperfürth. 

## Geschichte

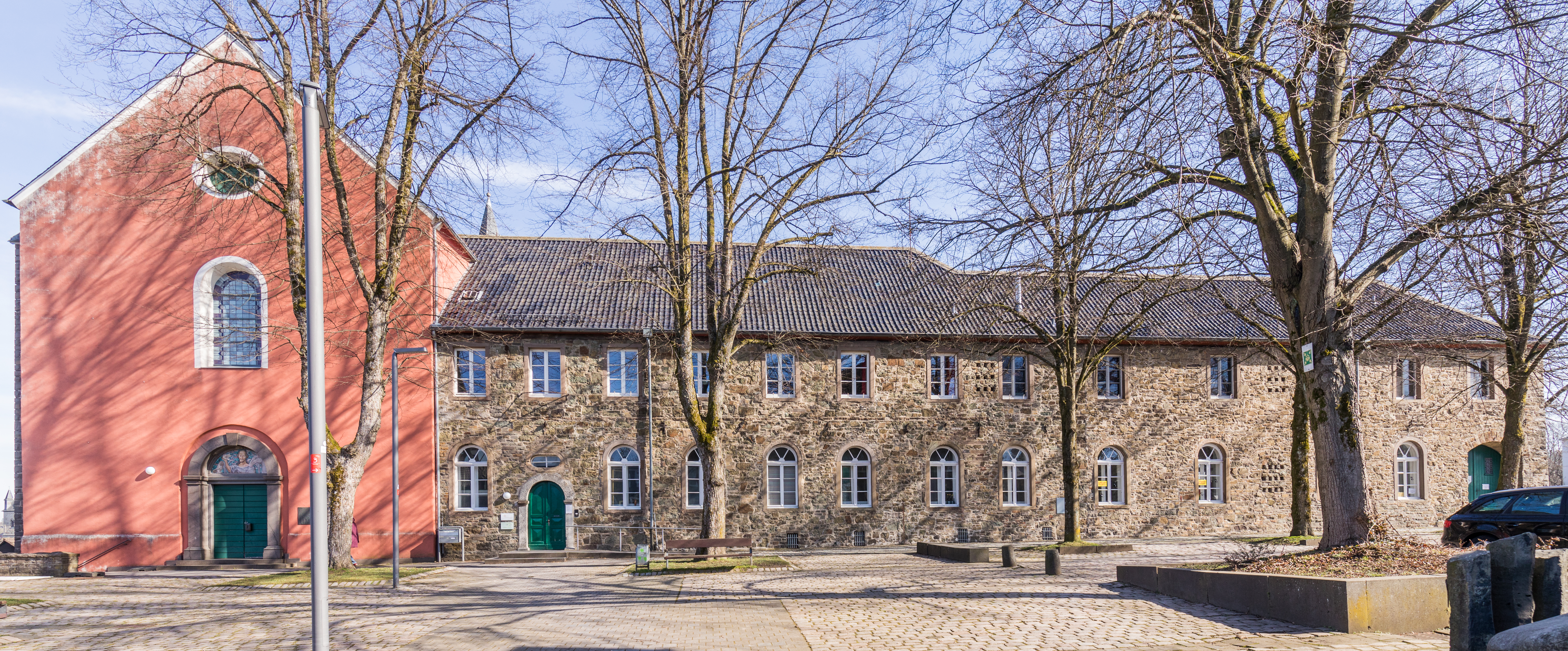
Ehemaliges Klostergebäude mit Klosterkirche St. Antonius

Die Errichtung des Franziskanerklosters in Wipperfürth begann im Jahr 1657 und wurde um 1747 in der heutigen Gestalt vollendet.
Der Stadtrat von Wipperfürth überließ in diesem Jahr den Ordensleuten den Krakenberg (auch „Krankenberg“, heute Klosterberg), den sie in „Kalvarienberg“ umbenannten, zwecks Errichtung eines eigenen Klosters und einer Kirche. Bereits vorher bewohnten die Franziskaner der Sächsischen Ordensprovinz (Saxonia) das Haus am Markt, ihre Gottesdienste hielten sie in der Pfarrkirche St. Nikolaus ab.
Fünf Jahre später konnte der Ostflügel des Klosters fertiggestellt werden. Bevor die Klosterkirche St. Antonius fertiggestellt werden konnte (1670–1674), wurden im Ostflügel die Gottesdienste in einer kleinen Kapelle abgehalten, später wurde sie in eine Sakristei umfunktioniert. Die Franziskaner unterhielt in dem Gebäude ein Gymnasium und waren als Seelsorger in der Umgebung von Wipperfürth tätig. 
1747 erhielten die Franziskaner die Genehmigung des Stadtrats, den Westflügel bis zur Stadtmauer zu verlängern. Um 1780 leben in dem Kloster gewöhnlich zwölf Patres und acht Laienbrüder.
Der Wipperfürther Stadtbrand von 1795 zerstörte die Klosterkirche bis auf das Gewölbe und die übrigen Klosterbauten bis auf die Mauern. Bis auf sieben Häuser wurden auch die Häuser der Bürgerschaft vernichtet. Kloster und Kirche wurden jedoch bald wieder aufgebaut.
Am 12. September 1803 verfügte Kurfürst Maximilian Joseph von Bayern die Auflösung aller Bettelorden in seinem Herrschaftsbereich, zu dem auch das Herzogtum Berg und somit auch Wipperfürth gehörte. Die Orden durften keine Novizen mehr aufnehmen, die Ordensleute mussten ihre Klöster verlassen. Die Einrichtung in Wipperfürth besaß noch bis zum 8. November 1812 den Status eines Zentralklosters (Aussterbeklosters), das Gymnasium („Studentenschuhl“) wurde zu einer Mädchenschule. Drei Franziskaner blieben bis 1818 im Kloster wohnen und waren als Lehrer an der Schule tätig, 1818 jedoch verließen sie das Kloster und wirkten als Pfarrer und Vikar an der Wipperfürther Stadtpfarrkirche St. Nikolaus. Das Zentralkloster wurde 1812 nach Hardenberg verlegt.
Die Klostergebäude fielen dem preußischen Staat anheim und standen zunächst leer, weil sich kein Käufer dafür fand. 1826 schenkte der preußische König sie der Stadt Wipperfürth, die ein Friedensgerichtsgefängnis und eine Mittelschule, später wieder ein Gymnasium darin einrichtete. Sie schenkte die Klosterkirche, die 1822 wegen Baufälligkeit zunächst geschlossen war, der Katholischen Pfarrgemeinde. Das Klostergebäude beherbergt heute die katholische Familienbildungsstätte Haus der Familie.